# Michael Abspoel
Michael Abspoel (Rotterdam, 18 april 1958) is een Nederlands programmamaker, stemacteur, presentator, stemcoach, zanger en theatermaker. Hij is vooral bekend als 'de stem' van het televisieprogramma Man bijt hond, waarvan hij tevens samensteller was. Tijdens het Gouden Televizier-Ring Gala 2015 werd hij uitgeroepen tot de bekendste voice-over. In 2019 maakte hij met Man bijt hond een comeback bij SBS6.
Vanaf 1988 heeft hij in verschillende functies gewerkt bij programma's als De tijd stond even stil, Zo Vader, Zo Zoon, De Rijdende Rechter en in vele showprogramma's met Jos Brink.
Hij maakt deel uit van de band- en theatergroep "De Blaffende Honden", waarmee hij ook een cd heeft gemaakt.
Als persoonlijke hommage aan de Belgische chansonnier Jacques Brel maakte hij samen met Peter Brouwer de muziektheatervoorstelling Leven met Brel, waarmee Abspoel vanaf 2015 tot op heden theatertournees maakt in Nederland en België. Vanaf 2019 brengt hij daarnaast een hommage aan de Franse chansonnier Charles Aznavour, samen met pianist en arrangeur Marc Bischoff en violiste Laura Rafecas.
In 2022 deed Abspoel mee aan het televisieprogramma De Alleskunner VIPS waar hij 46ste eindigde.

## Privé
Zijn vader was acteur Ab Abspoel. Zijn grootvader van moederskant was toneelspeler Cor Ruys.